# 程文 (成化廣東進士)
程文（1440年—？），字貫道，廣東肇慶府高要縣人，軍籍，明朝政治人物。

## 生平
廣東鄉試第四十三名舉人。成化十七年（1481年）中式辛丑科二甲第二名進士。

## 家族
曾祖程茂德；祖父程祖蔭；父程志實，母謝氏；繼母董氏。